# Шарл Ермит
Шарл Ермит (на английски: Charles Hermite, роден на 24 декември 1822 г. в Диьоз, Лотарингия и починал на 14 януари 1901 г. в Париж) е френски математик.

## Биографични данни
Шарл Ермит започва да учи в Екол политекник, (Парижката политехника), която посещава между 1842 и 1845 г. По рождение куца с десния си крак и поради това напуска след спор политехниката и се занимава самостоятелно заедно с Жозеф Лиувил. През 1847 г. става бакалавър по математика, а след година става преподавател в политехниката. От 1869 г. е професор в Парижката политехника, а от 1876 до 1897 г. преподава само в Сорбоната. През 1856 г. е избран за член на Парижката академия на науките, а от 1889 г е вицепрезидент и от 1890 г президент на същата.

## Научни постижения
Характерна особеност на научните работи на Шарл Ермит е откриването на връзки между различните раздели на математиката, което често води до създаването на нови раздели. Основните му разработки са свързани с Теория на числата, Алгебрата, Ортогоналните многочлени и елептичните функции.
През 1873 г. той постига един от най-успешните си резултати: доказва, че Неперовото число {\displaystyle e} е трансцедентално и на базата на неговия метод Карл Луис Фердинанд фон Линдеман доказва трансцеденталността на числото пи. По този начин се доказва и невъзможността за решаването на една от нерешимите задачи от древността Квадратурата на кръга.